# Panchikarana
Panchikarana (en sanskrit IAST Pañcīkaraṇa ; devanāgarī : पञ्चीकरण) désigne le processus de quintuple mixtion des cinq mahābhūta. Dans le Vedānta et plus particulièrement l'Advaita Vedānta, Ādi Śaṅkara introduit dans son petit traité appelé Pañcīkaraṇam le concept de quintuple mixtion des éléments grossiers (mahābhūta). Ce processus connu sous le terme pañcīkaraṇa a été exposé au XIVe siècle par Vidyāraṇya dans son traité intitulé Pañcadaśī.

## Représentation de la quintuple mixtion des cinq mahābhūta
Chacun des cinq éléments grossiers (mahābhūta) est divisé en deux parts égales. Puis la première part de chacun de ces éléments est divisée en quatre selon un rapport 1/8. On obtient ainsi cinq paramāṇu avec chacun la proportion suivante:
(1/8 + 1/8 + 1/8 + 1/8) + 1/2 = un paramāṇu Terre, Eau, Feu, Air ou Espace.